# Geschiedenis van Marokko
In dit artikel wordt de geschiedenis van Marokko behandeld.

## Prehistorie
De prehistorie van Marokko begint met de eerste sporen van menselijke bewoning die in Marokko zijn gevonden, in het Vroeg Pleistoceen. De oudste lithische overblijfselen die in Marokko zijn ontdekt, behoren tot de Acheuléen en dateren ongeveer 1,3 miljoen BP (Before Present, voor heden). De oudste menselijke fossielen die tot nu toe zijn opgegraven zijn van latere dartum, ongeveer 650.000 BP.

## Oudheid
Fenicische handelaars, die waren doorgedrongen tot het westelijke Middellandse Zee-gebied voor de 6e eeuw v.Chr., hadden nederzettingen gebouwd aan de kusten en aan de rivieroevers in hetzelfde gebied. Deze dienden om zout en grondstoffen op te slaan. De komst van de Feniciërs vormde het begin van eeuwen van vreemde overheersing in noordelijk Marokko. Carthago onderhield commerciële relaties met de Berberstammen van het binnenland en betaalde hen jaarlijks om zich van hun medewerking te verzekeren bij het ontginnen van grondstoffen.
Tegen de 5e eeuw v.Chr. had Carthago zijn invloed vergroot over heel Noord-Afrika. Tegen de 2e eeuw v.Chr. ontwikkelden zich verschillende grote Berberkoninkrijken. Van 206 v.Chr. tot 40 n.Chr. bestond in het noorden en westen van het land het Berbers koninkrijk Mauretania. Met de executie van de laatste Mauretanische koning Ptolemaeus van Mauretania door Romeins keizer Caligula in 40 n. Chr., kwam het gebied onder Romeins bestuur. In 44 na Chr. splitste Romeins keizer Claudius deze provincie op in Mauretania Caesariensis en Mauretania Tingitana. Rome regeerde over het gebied liever door allianties met de stammen dan door militaire bezetting. Ze bestuurden alleen de gebieden die van economisch nut waren of die makkelijk te verdedigen waren, waardoor het Romeinse bestuur niet verder kwam dan de kusten en nabije valleien. In de 5e eeuw viel de regio ten prooi aan de Vandalen, de Visigoten, en dan het Byzantijnse Rijk in snelle opvolging. Gedurende deze periode bleven de gebergtes in handen van hun Berberse bewoners.
Het christendom werd geïntroduceerd in de 2e eeuw en kreeg volgelingen onder de stadsbewoners, slaven en Berberse boeren. Tegen het einde van de 4e eeuw waren de geromaniseerde gebieden gekerstend, en volgelingen bevonden zich ook onder de Berberstammen, die zich soms collectief bekeerden. Zo zijn de kerkvader Augustinus van Hippo en zijn moeder Monica van Tagaste Berbers. Het gebied had ook een aanzienlijke Joodse bevolking.

## Vroeg-islamitisch Marokko

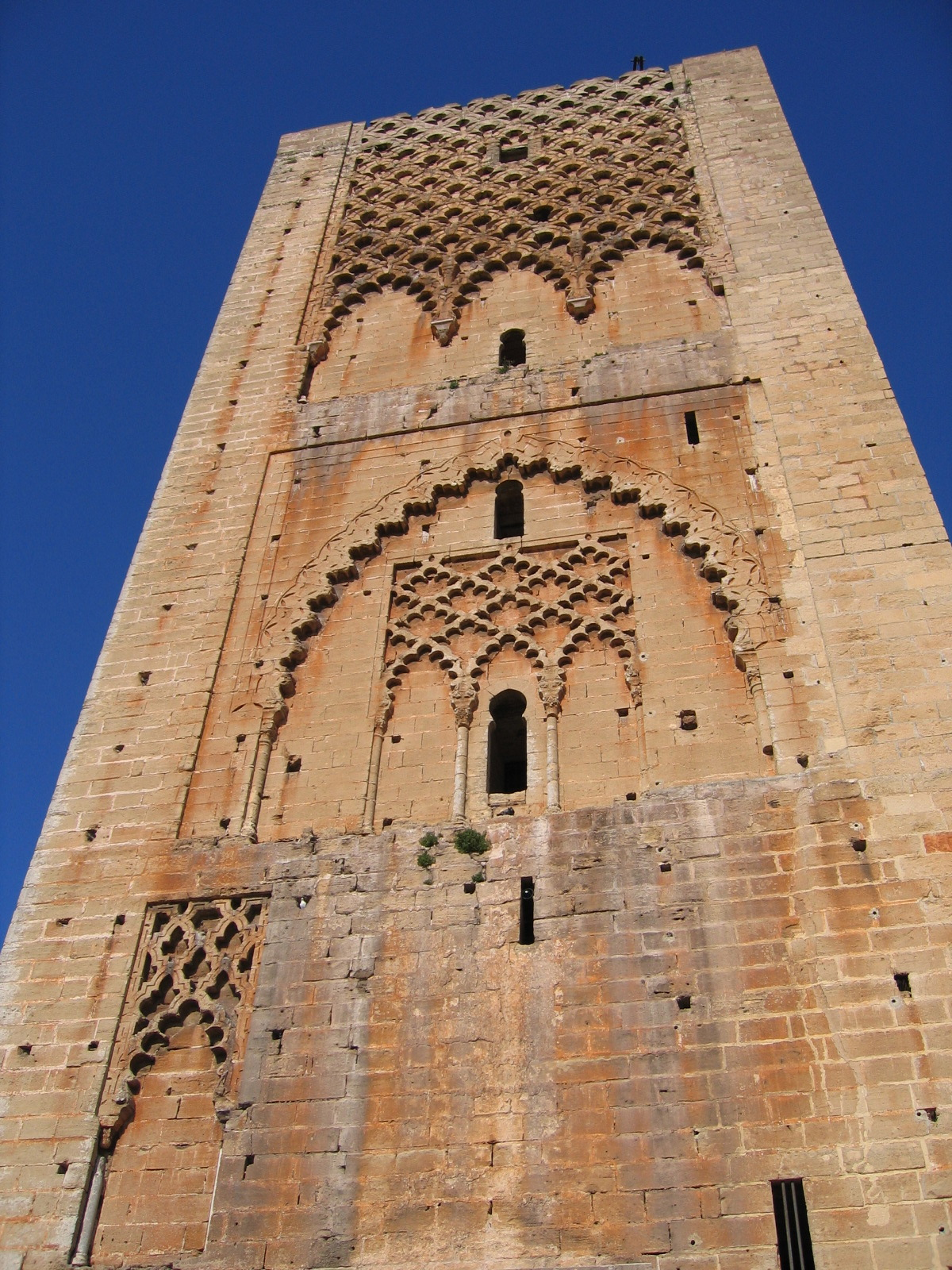
De Hassantoren, een onvoltooide minaret gebouwd in Rabat tijdens het bewind van de Almohaden.

De Arabieren veroverden de Maghreb in de 7e eeuw en brachten de islam, waartoe de meeste Berbers zich bekeerden. Hoewel het een deel was van het grotere Arabische Rijk werden vazalstaten zoals het koninkrijk van Nekor gevormd. Arabische veroveraars bekeerden de autochtone Berberbevolking tot de islam, maar Berberse stammen behielden hun eigen wetten.
In 744 braken de Berberse Barghawata met het grote Arabische Rijk en creëerden een eigen staat in het Westen van Marokko, een omgeving die het huidige Casablanca en Rabat omhelst. Deze staat zou drie eeuwen blijven voortbestaan, tot zijn vernietiging door de tevens Berberse Almoraviden. Kort daarna scheurden de Berbers van de rijke handelsstad Sijilmasa zich los. Met haar centrale rol in de trans-Saharaanse handel, lukte het de stad om enorme rijkdommen te vergaren en eeuwen onafhankelijk te blijven. In de decennia die volgden, werd een onafhankelijke staat gesticht in het Rif, het noordelijk gelegen koninkrijk van Nekor. De rest van Marokko kwam onder controle van Idris ibn Abdallah, een Arabier en nakomeling van de Profeet Mohammed, die in 780 de Idrisiden dynastie stichtte. Met behulp van de plaatselijke Berbers wist het haar macht te verbreiden over grote delen van Marokko en West-Algerije. Marokko werd een centrum van cultuur en kennis. De Idrisiden lukte het niet om uit te stijgen boven een rol als regionale macht. Het koninkrijk werd in het noorden begrensd door de machtigere Omajjaden van Andalusië en in het oosten door de Abassiden (en later de Fatimiden).

## Marokko in de Middeleeuwen
Het zou tot de 11e eeuw duren voordat Marokko door de Almoraviden werd verenigd en een werkelijke grootmacht zou worden. Marokko bereikte zijn hoogtepunt onder een serie van Berberse dynastieën. De 11e en 12e eeuw brachten een aantal Berberse dynastieën (o.a. Almoraviden, Almohaden, Meriniden) voort die elk ontstonden uit een alliantie van stammen, en de Maghreb gingen onderwerpen voor meer dan twee eeuwen.
Vanaf de 12e eeuw werd Marokko binnengevallen door woeste Arabische nomadenstammen: de Banu Hilal en de Banu Sulaym. Plunderend en moordend trokken zij door het gebied en richtten deze stammen enorme verwoestingen aan het landschap. Met de komst van deze stammen ging de Arabisering van de Maghreb van start. In 1559 viel de regio in handen van Arabische stammen die meenden afstammelingen te zijn van de profeet Mohammed: eerst de Saadi-dynastie die regeerde van 1511 tot 1659 en dan de Alaoui-dynastie, die een dynastie creëerde die de macht behield vanaf de 17e eeuw.

## Begin van de Alouite-dynastie

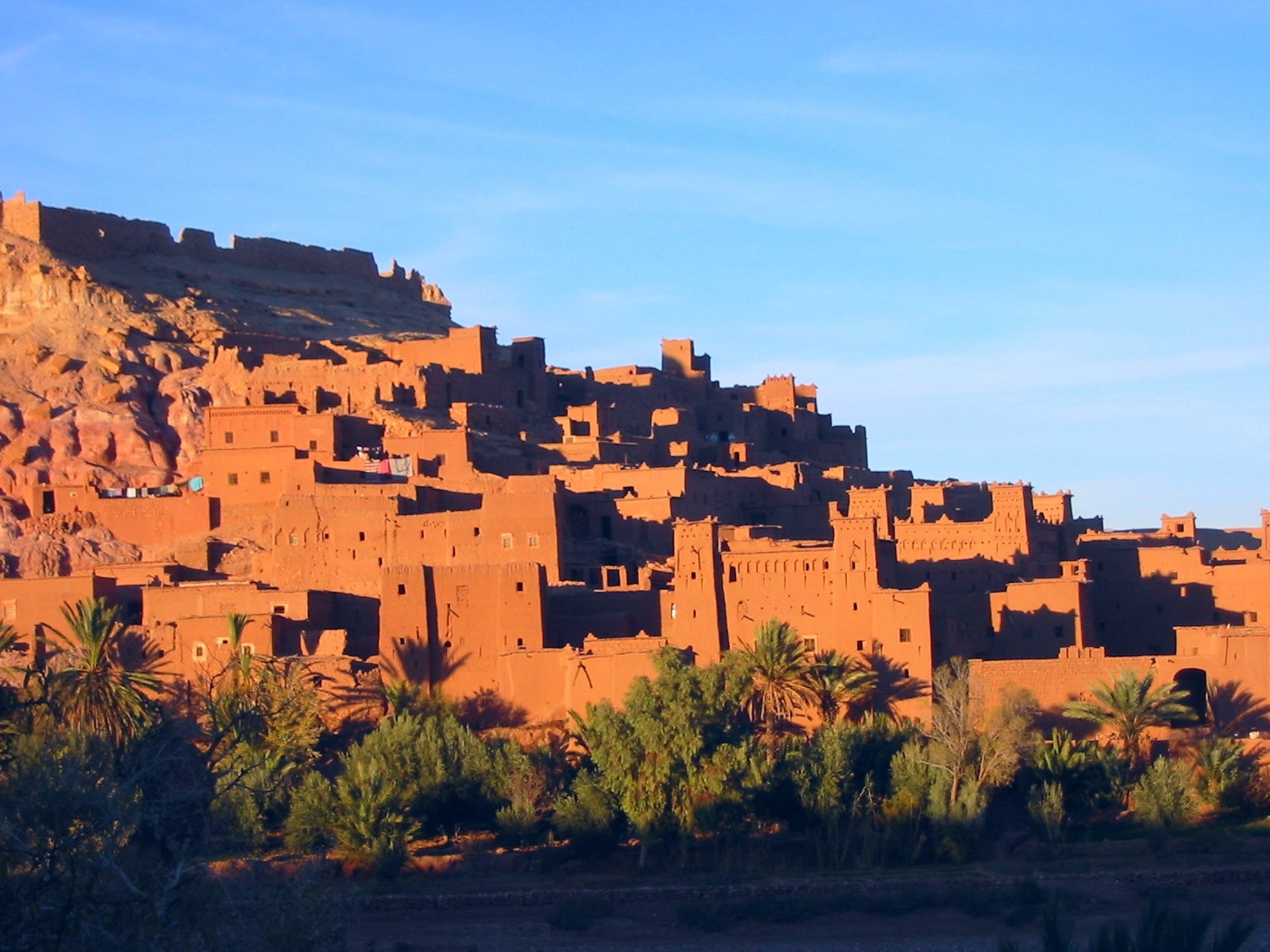
Aït-Ben-Haddou's avonds

Moulay Ali Cherif nam de macht als Sultan van Tafilalt en wordt beschouwd als de stichter van de Alaouite-dynastie. Nadat de Saadi-dynastie in 1659 was gevallen, begonnen de Alaouiten de controle van Marokko over te nemen. Moulay Ali Cherifs zoon , Al-Rashid van Marokko, werd op 22 oktober 1664 in Fez uitgeroepen tot Sultan van Marokko. Al-Rashid nam Marrakesh in op 7 september 1668.
De Alaouiten slaagden erin om hun positie te versterken, en hoewel het koninkrijk kleiner was dan de vorige rijken in de regio bleef het toch welvarend. De Alaouiten slaagden er ook in om gebieden in te lijven over verschillende eeuwen: Tanger (1684), en El Jadida (1769) van de Portugezen. In 1895 kochten ze kaap Juby van het Britse Rijk.
Ondanks de zwakte van haar autoriteit, slaagde de Alaouite- dynastie erin om Marokko tijdens de 18e en 19e eeuw onafhankelijk te houden, terwijl andere staten in de regio overgenomen werden door het Ottomaanse Rijk, Frankrijk of het Britse Rijk. Maar in de late 19e eeuw lokte Marokko's zwakte en instabiliteit Europese interventie uit om bedreigde investeringen te beschermen en economische concessies af te dwingen. In de eerste jaren van de 20e eeuw vond een reeks diplomatieke manoeuvres plaats waarbij de Europese mogendheden en Frankrijk in het bijzonder hun interesses in Noord-Afrika lieten blijken. Disputen over Marokkaanse soevereiniteit waren een onderdeel in de kettingreactie die leidde tot de Eerste Wereldoorlog.

## Europese invloed

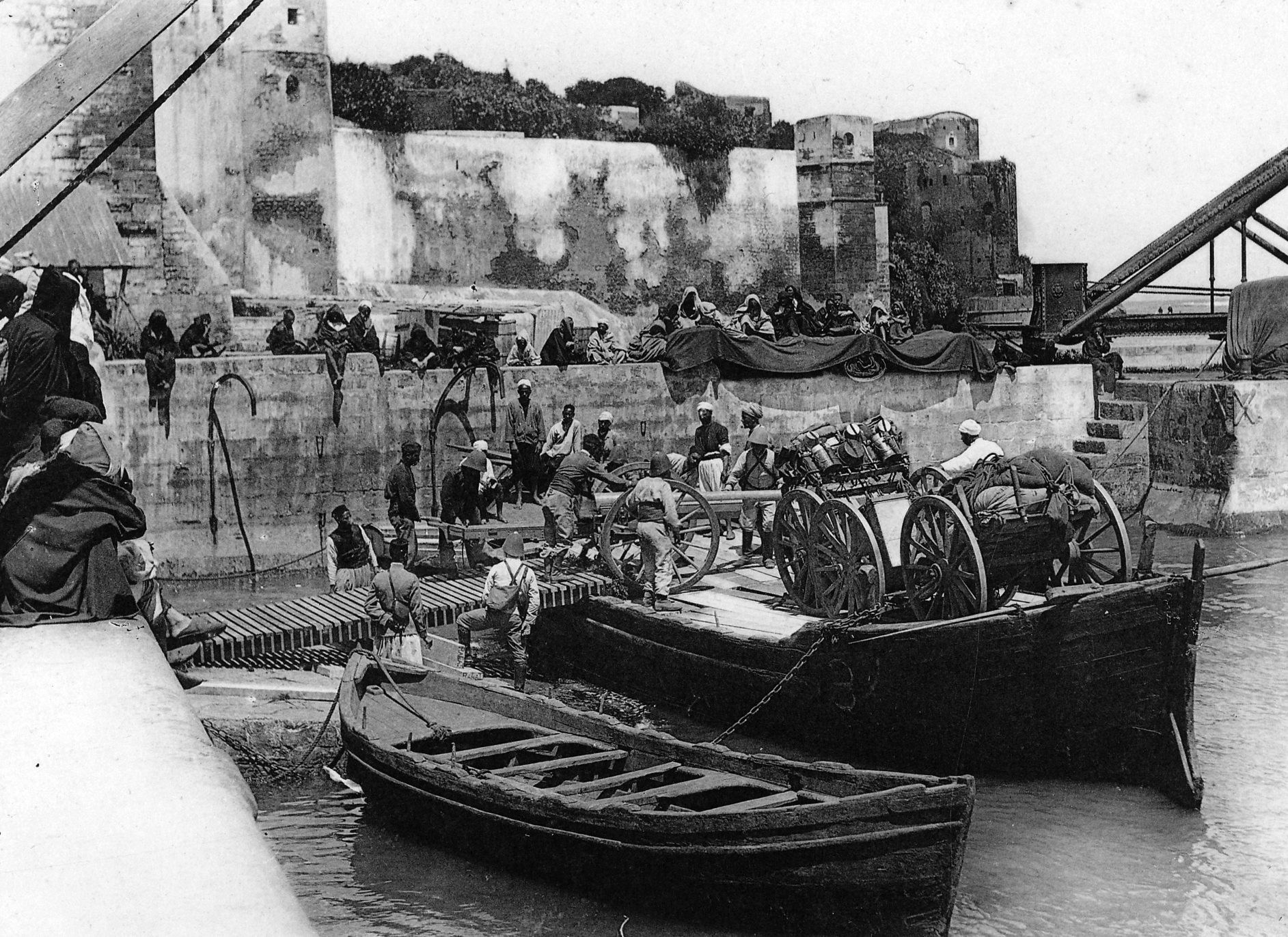
De Franse artillerie in Rabat in 1911

De succesvolle pogingen in de 15e eeuw van Portugal om de Atlantische kust te veroveren hadden geen effect op het mediterrane hart van Marokko. Na de napoleontische oorlogen, werden Egypte en de Noord-Afrikaanse Maghreb steeds moeilijker bestuurbaar vanuit het Ottomaanse Istanboel. En terwijl Europa meer industrialiseerde, groeide het belang van de kolonisatie van Noord-Afrika. De Maghreb was rijker dan de onbekende rest van Afrika en was van strategisch belang als poort naar de Middellandse Zee. Voor het eerst werd Marokko van belang voor de Europese mogendheden. Frankrijk toonde vanaf 1830 een sterke interesse in Marokko. Erkenning door het Verenigd Koninkrijk van de Franse invloedssfeer in 1904 in de Entente Cordiale veroorzaakte een Duitse reactie; deze Eerste Marokkaanse Crisis van 1905-1906 werd opgelost tijdens de Internationale conventie te Algeciras in 1906, waarin Frankrijks 'speciale positie' geformaliseerd werd, bestuur van Marokko werd toevertrouwd aan Frankrijk en Spanje, en Duitsland een diplomatieke nederlaag leed. Duitsland bleef daarvoor compensatie zoeken, hetgeen in 1911 leidde tot de Tweede Marokkaanse Crisis. Die verhoogde de spanning tussen de Europese grootmachten, maar het verdrag van Fez (ondertekend op 30 maart 1912) maakte van Marokko een protectoraat van Frankrijk. Door datzelfde verdrag nam Spanje de rol op zich, per 2 november datzelfde jaar, van beschermende macht over een noordelijke zone (protectoraat van Tétouan) en zuidelijke zone (Kaap Juby). Tanger kreeg een speciale internationale status. Theoretisch veranderde het verdrag niets aan de soevereine status van Marokko; de sultan zou de enige soevereine heerser blijven. Maar daar kwam praktisch niet veel van terecht.
Onder het protectoraat gingen Franse burgers zich in Marokko vestigen en verenigden zich met medestanders in Frankrijk om elke stap naar meer Marokkaanse autonomie tegen te gaan. De Franse regering stimuleerde economische ontwikkeling, in het bijzonder de ontginning van Marokko's minerale rijkdommen, de creatie van een modern transportsysteem, en de ontwikkeling van een moderne landbouwsector die afgestemd was op de Franse markt. Tienduizenden kolonisten kochten in Marokko grote oppervlakten landbouwgrond. Belangengroepen stuurden de Franse regering om meer directe controle van Marokko op zich te nemen.

## Oppositie tegen Europees bestuur

Marokko tijdens het koloniale periode

### Rifoorlog (1920-1926)
Op 18 september 1921 riep de Riffijnse bevolking de republiek van de Rif uit. Er zou op 27 mei 1926 door Spaanse en Franse troepen een eind aan worden gemaakt. Deze republiek, gesticht door Mohammed Abdelkrim El Khattabi, was de nieuwe Marokkaanse staat, en het was de bedoeling dat, na het bevrijden van Noord-Marokko van de Spaanse bezetter, uiteindelijk heel Marokko bevrijd zou worden van de overige (Franse en Spaanse) bezetters.

### 1930-1950
In december 1934 stelde een kleine groep van nationalisten van het nieuw opgerichte Marokkaanse Actie Comité (Comité d'Action Marocaine) voor, om een hervormingsplan in te voeren dat streefde naar het herinvoeren van het verdrag van Fez. Dit verdrag hield in, dat Marokkanen zouden worden toegelaten op regeringsposten. De gematigde tactieken die door het CAM gebruikt werden bleken inadequaat, en door het mislukken van het plan ontstonden spanningen in de groep die daardoor uiteenviel.
Nationalistische politieke partijen, die opgericht werden onder het Franse protectoraat, baseerden hun argumenten voor Marokkaanse onafhankelijkheid op WOII-declaraties zoals het Atlantisch Handvest (een Amerikaans-Britse verklaring die o.a. stelde dat alle volkeren recht hebben om hun eigen regering te kiezen).
Vele Marokkanen streden mee met de Amerikanen in beide wereldoorlogen. Tijdens de Tweede Wereldoorlog begon de verdeelde Marokkaanse nationalistische beweging met hervormingen en vormde een sterker front bij de gedachte aan politieke verandering in de naoorlogse tijd. De Istiqlal partij, die vervolgens de meeste leiders van de nationalistische beweging leverde, gaf in januari 1944 een manifest uit waarin zij volledige onafhankelijkheid, nationale hereniging en een democratische grondwet eiste. De sultan ging akkoord met het manifest voordat het aan de Franse autoriteiten werd voorgelegd. De Fransen antwoordden dat geen verandering in de status van het protectoraat in overweging genomen werd. De algemene sympathie van de sultan voor de nationalistische beweging werd duidelijk tegen het einde van de oorlog, maar hij hoopte nog steeds om die onafhankelijkheid geleidelijk te bereiken. De Franse resident-generaal daarentegen, het oog gericht op de Franse economische belangen en krachtig gesteund door het merendeel van de Franse kolonisten, weigerde resoluut om zelfs maar hervormingen te overwegen die minder ver gingen dan onafhankelijkheid. Dit droeg bij tot toenemende vijandigheid tussen de nationalisten en de kolonisten, en tot geleidelijke verwijdering tussen de sultan en de resident-generaal.

## Onafhankelijkheidsstrijd
In december 1952 braken protesten uit in Casablanca naar aanleiding van de moord op een Tunesische vakbondsleider. Door deze gebeurtenis tekende zich een breuk af in relaties tussen Marokkaanse partijleiders en Franse autoriteiten. In de nasleep van de protesten werden de Marokkaanse communistische partij en Istiqlal partij buiten de wet gesteld. Franse verbanning van de zeer gerespecteerde sultan Mohammed V naar Madagaskar in 1953 en diens vervanging door de gehate Mohammed ben Aarafa, wiens aanstelling als illegitiem gezien werd, zorgde voor actieve oppositie tegen het Franse protectoraat door nationalisten en diegenen die de sultan zagen als een religieus leider. Toen de Franse autoriteiten twee jaar later geconfronteerd werden met een verenigde Marokkaanse eis voor terugkeer van de sultan, oplaaiend geweld in Marokko en verslechtering van de situatie in Algerije, brachten de Fransen Mohammed V terug naar Marokko. Onderhandelingen die zouden leiden tot Marokkaanse onafhankelijkheid begonnen een jaar later.
| Vlag | Naam                           | Hoofdstad | Regeringsvorm | Kolonisator                              | Begin | Einde | Munt   |
| ---- | ------------------------------ | --------- | ------------- | ---------------------------------------- | ----- | ----- | ------ |
|      | Frans-Marokko                  | Rabat     | Protectoraat  | Frankrijk                                | 1912  | 1956  | Frank  |
|      | Spaans-Marokko                 | Tétouan   | Protectoraat  | Spanje                                   | 1912  | 1956  | Peseta |
|      | Internationale Zone van Tanger | Tanger    | Condominium   | Frankrijk, Spanje en Verenigd Koninkrijk | 1923  | 1956  | Frank  |
|      | Ifni                           | Sidi Ifni | Kolonie       | Spanje                                   | 1860  | 1964  | Peseta |
|      | Kaap Juby                      | Tarfaya   | Kolonie       | Spanje                                   | 1916  | 1958  | Peseta |
|      | Saguia el Hamra                | Al-Ajoen  | Protectoraat  | Spanje                                   | 1904  | 1924  | Peseta |
|      | Río de Oro                     | Dakhla    | Protectoraat  | Spanje                                   | 1884  | 1924  | Peseta |
|      | Spaanse Sahara                 | Al-Ajoen  | Kolonie       | Spanje                                   | 1924  | 1976  | Peseta |

## Onafhankelijkheid in 1956
Eind 1955 onderhandelde Mohammed V succesvol de graduele restauratie van Marokkaanse onafhankelijkheid van Frankrijk. De sultan ging akkoord met hervormingen die Marokko zouden transformeren in een constitutionele monarchie met een democratische vorm van regering. In februari 1956 verkreeg Marokko een beperkte vorm van autonomie. Onderhandelingen voor volledige onafhankelijkheid werden voortgezet in het Frans-Marokkaans akkoord dat getekend werd in Parijs op 2 maart 1956. Op 7 april van dat jaar, erkende Frankrijk Marokko officieel als een soeverein onafhankelijk land en deed hiermee afstand van haar protectoraat in Marokko. De geïnternationaliseerde stad Tanger werd gere-integreerd in Marokko met het tekenen van het Tanger Protocol op 29 oktober 1956. De opheffing van het Spaans protectoraat en de erkenning van Marokkaanse onafhankelijkheid door Spanje werden afzonderlijk onderhandeld en afgerond in april 1956. In 1958 werd Marokkaanse controle over bepaalde gebieden die door Spanje bezet waren gerestaureerd.
In de maanden die volgden op de onafhankelijkheid, begon Mohammed V met het bouwen van een regeringsstructuur onder een constitutionele monarchie waarin de sultan een actieve politieke rol zou spelen. Hij werkte bedachtzaam, zonder intentie van het toelaten van radicale elementen die de zojuist ingestelde orde omver zouden werpen. Hij had ook de intentie om de Istiqlal partij tegen te houden in het oprichten van een één-partij staat. In augustus 1957 nam Mohammed V de titel van koning aan.

## Hassan II
Hassan II werd op 3 maart 1961 koning van Marokko. Zijn bestuur zou gekenmerkt worden door politieke onrust. De nieuwe koning nam persoonlijk de controle van de regering als eerste minister en benoemde een nieuw kabinet. Geholpen door een raad van adviseurs, maakte hij een nieuwe grondwet, die overweldigend werd goedgekeurd in een referendum in december 1962. Die grondwet bepaalde dat de koning de centrale figuur bleef van de uitvoerende macht, maar de wetgevende macht werd gegeven aan het parlement met een tweekamerstelsel. In mei 1963 werden voor het eerst parlementaire verkiezingen gehouden, waarin een koninklijke coalitie een kleine meerderheid in zetels kon bemachtigen. Maar na een periode van politieke onrust in juni 1965 nam Hassan II de volledige wetgevende en uitvoerende macht in handen onder een 'uitzonderlijke status' en dit bleef zo tot 1970. Daarna werd een grondwetswijziging goedgekeurd met beperkte parlementaire vrijheid, waarna nieuwe verkiezingen werden gehouden. Maar de spanning bleef, dit keer rond klachten van wijdverspreide corruptie en het slechte bestuur van de regering. In juli 1971 en weer in augustus 1972, werd het regime uitgedaagd door militaire coups. De draad bleef gespannen in het land.
Na de Algerijnse onafhankelijkheid in 1962 van Frankrijk, vonden vuurgevechten plaats aan de grenzen van de provincie Tindouf in zuidwestelijk Algerije, die escaleerden in een oorlog gekend als de Zanden Oorlog. Marokko viel die provincie aan om die voor een Groter Marokko op te eisen. De inval mislukte echter, en Marokko was verplicht zich terug te trekken achter de oude grens. Deze grens bleef een bron van discussie tot er een akkoord bereikt werd. Marokko maakt niet langer aanspraken op Algerijnse gebieden.
Ondanks serieuze binnenlandse problemen, nam het patriottisme toe met de Marokkaanse deelname aan het Midden-Oosten-conflict en de kwestie van de Westelijke Sahara. Deze droegen bij tot de populariteit van Hassan II en verstevigden zijn politieke plaats. De koning had troepen gestuurd naar het Sinaï-front in de Jom Kipoeroorlog in oktober 1973. Hoewel ze te laat kwamen om mee te doen aan de vijandelijkheden, werd de actie geapprecieerd door de Arabische staten. Kort daarna werd de aandacht van de regering gericht op het inlijven van de Westelijke Sahara, een punt waarop alle partijen instemden.

## De Westelijke Sahara-kwestie
De Westelijke Sahara is een gebied dat zowel geclaimd wordt door de Polisario (die in Algerije en de "free zone", het gebied dat bestuurd wordt door Polisario, ADRS als naam aangenomen heeft) als door Marokko. De VN noemt het gebied een "non-selfgoverning territory". De facto wordt het grootste deel bestuurd door de Marokkaanse autoriteiten.
In dit gebied is volgens verschillende mensenrechtenorganisaties, waaronder Amnesty International, sprake van mensenrechtenschendingen tegen de inheemse bevolking, de Saharanen.

## Mohammed VI
Graduele politieke hervormingen in de jaren 90 vonden plaats en met de dood van koning Hassan II in 1999, nam de meer liberale kroonprins Sidi Mohammed, die de titel van Mohammed VI aannam, de troon. Vanaf toen nam hij succesvolle stappen om Marokko te moderniseren en de mensenrechtensituatie te verbeteren. Een van de eerste daden van de koning was het vrijlaten van 8.000 politieke gevangenen en het verminderen van straf voor 30.000 anderen. Hij richtte ook een fonds op om de families van vermiste politieke activisten met financiële hulp te compenseren. In september 2002 werden nieuwe verkiezingen gehouden, die de USFP overtuigend won. Internationale waarnemers beschouwden de verkiezingen als vrij en eerlijk, anders dan de verkiezingen van 1997. Onder Mohammed VI heeft Marokko een pad ingeslagen van economische, politieke en sociale hervormingen en modernisering. In mei 2003, ter ere van de geboorte van een zoon, en kroonprins, Moulay Hassan, beval de koning de gratieverlening voor 9.000 gevangenen en een strafvermindering voor 38.000 anderen. In 2004 werden hervormingen in werking gesteld van de burgerlijke stand die de positie van de vrouw moesten verbeteren.
Internationaal behoudt Marokko een gematigde status, met sterke banden met het Westen. Het was een van de eerste Arabische en islamistische staten om de aanslagen van 11 september te veroordelen. In juni 2004 kreeg Marokko de status van major non-NATO ally van de VS als beloning voor Marokko's pogingen om terrorisme te bestrijden. Eind 2008 werd Marokko de "geavanceerde status" toebedeeld door de EU. Dit wil zeggen dat Marokko meer dan een bondgenoot is, maar minder dan een lidstaat.

## Chronologie
Marokkaanse dynastiën
| Naam                                     | Hoofdstad                                               | Begin | Einde    | Regeerperiode | Etniciteit | Opmerking                                                    |
| ---------------------------------------- | ------------------------------------------------------- | ----- | -------- | ------------- | ---------- | ------------------------------------------------------------ |
| Idrisiden                                | Walili (788-808) Fes (808-927) Hajar an-Nasar (927-985) | 788   | 974      | 186 jaar      | Arabisch   |                                                              |
| Aghmat (1040-1062) Marrakesh (1062-1147) | 1040                                                    | 1147  | 107 jaar | Berbers       |            |                                                              |
| Almohaden                                | Tinmel (1121-1147) Marrakesh (vanaf 1147-1269)          | 1121  | 1269     | 148 jaar      | Berbers    |                                                              |
| Meriniden                                | Fez                                                     | 1248  | 1465     | 217 jaar      | Berbers    |                                                              |
| Wattasiden                               | Fez                                                     | 1472  | 1554     | 82 jaar       | Berbers    | De Wattasiden vormen een subclan van de Meriniden.           |
| Saadiden                                 | Taroudant Marrakesh Fez                                 | 1549  | 1659     | 110 jaar      | Arabisch   | De Alaouiten vormen samen met de Saadiden het Chérifien-rijk |
| Alaouiten                                | Fez Rabat (vanaf 1925)                                  | 1665  | Heden    | 358 jaar      | Arabisch   | De Alaouiten vormen samen met de Saadiden het Chérifien-rijk |

## Kaartengalerij

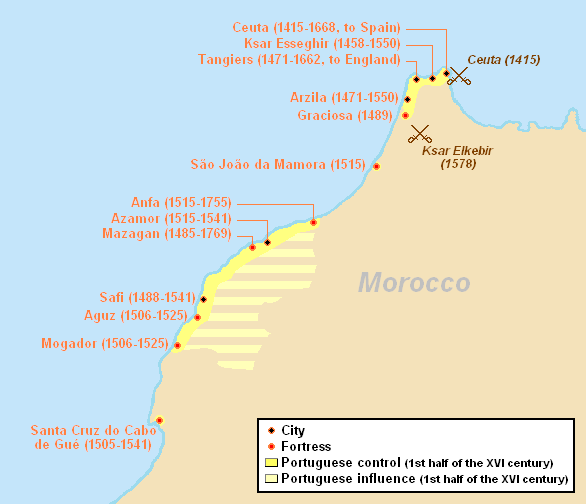
Portugese bezittingen in Marokko, 1415-1769
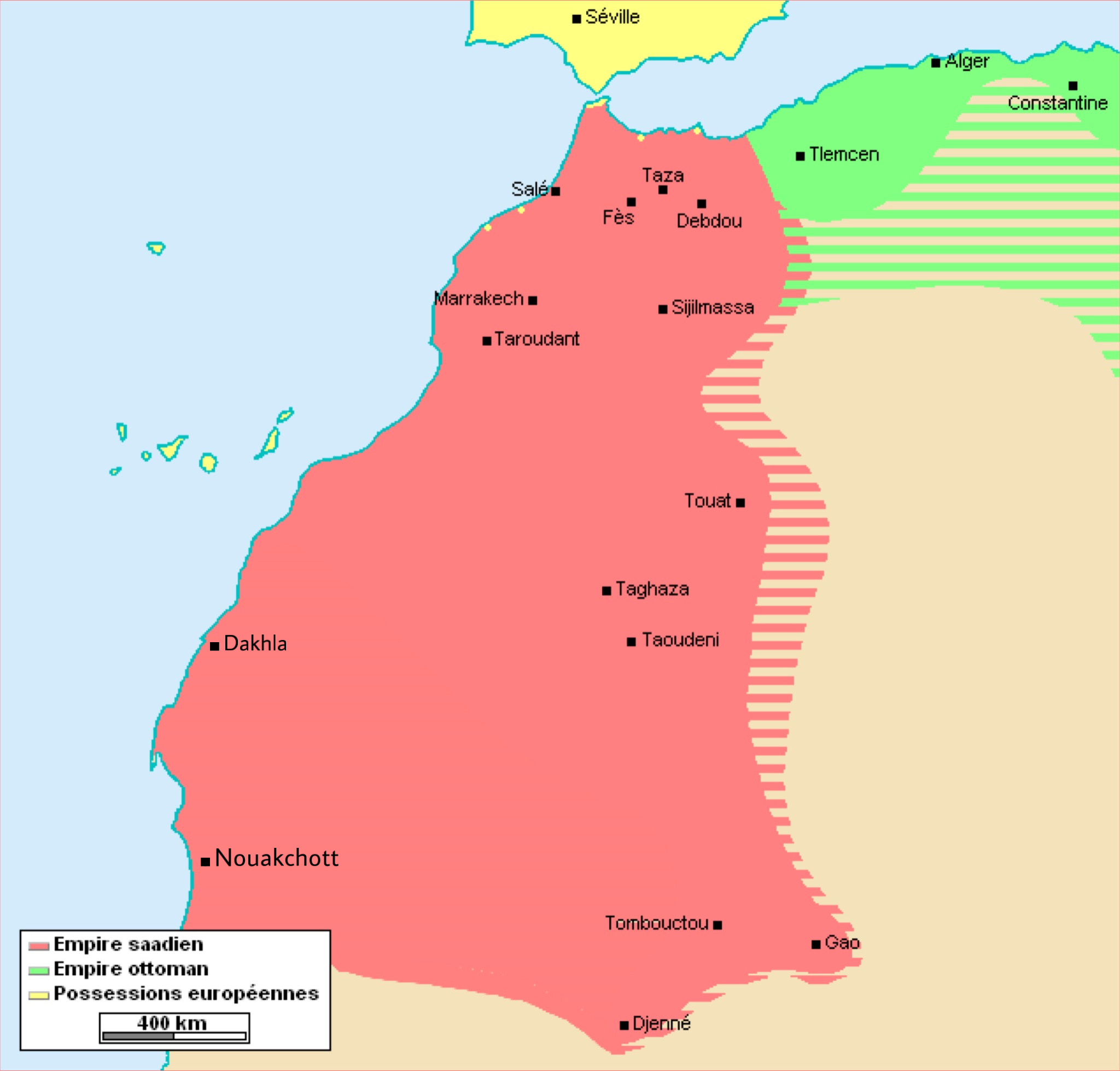
Kaart van Marokko onder de Saadiden (max. omv.)
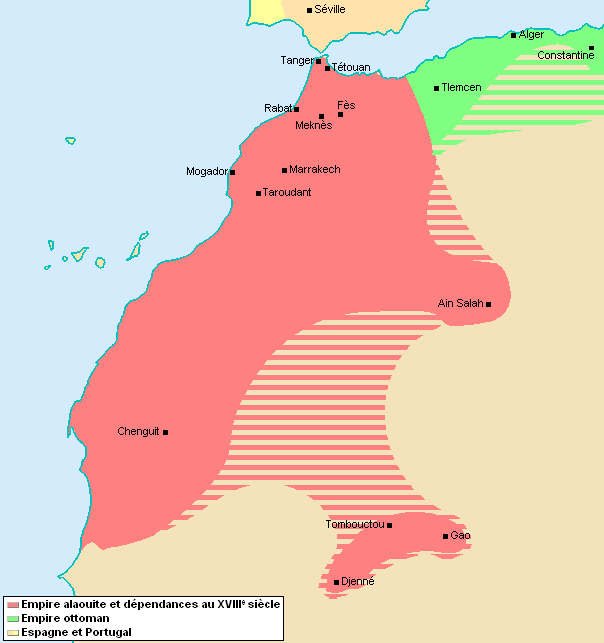
Kaart van Marokko onder de Alaouieten (max. omv.)
Kaart van Marokko onder Spaanse en Franse bezetting
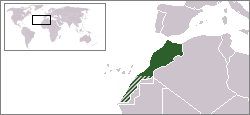
Kaart van het huidige Marokko